# Rainer G. Rümmler
Rainer G. Rümmler (1929-2004) est un architecte allemand, il a notamment conçu et réalisé de nombreuses stations du métro de Berlin des années 1960 aux années 1990.

## Biographie
Reinhard Erich Gerhard Rümmler est né le 2 juillet 1929, dans le quartier de Möckern, à Leipzig. Il fait des études secondaires à Leipzig puis entre à l'Université technique de Berlin pour une formation d'architecte, il obtient son diplôme en 1954.
Il fait sa carrière dans diverses administrations de la ville de Berlin, il participe ou est responsable de la conception de bâtiments publics. Notamment, de 1966 à 1996, il conçoit et réalise la plupart des stations de l'expansion des lignes 6, 7, 8 et 9, du métro de Berlin. Il apporte un style nouveau qui tranche avec celui de ses prédécesseurs, comme son ancien architecte responsable Bruno Grimmek.
Il meurt à Berlin le 16 mai 2004, à l'âge de 74 ans. Il est enterré dans le quartier de Spandau au cimetière « En Kisseln ».

## Publications
- (de) « U-Bahnhof Fehrbelliner Platz » et « U-Bahnhof Bayerischer Platz », dans Verkehrsplanung, revue Bauwelt (Zeitschrift) (de), Bertelsmann, Berlin, 4/1971, pp. 139-143[5]
- (de) « Ausbau der U-Bahnhöfe der Linie 7 Konstanzer Straße bis Richard-Wagner-Platz Berliner », dans Bauwirtschaft, 29, 1978
- (de) « Fünf neue U-Bahnhöfe in Berlin », dans Bauwelt, 69, 1978[6]
- (de) « Neugestaltung des U-Bahnhofs Richard-Wagner-Platz », dans Mitteilungen des Vereins für die Geschichte Berlins, Berlin, 1978
- (de) « Die U-Bahnhöfe der Linie 7 in Berlin », Bauverwaltung, 55, 1982

## Réalisations

### Métro de Berlin
- 1966, stations de la ligne 6 : Kaiserin-Augusta-Straße, Ullsteinstraße, Westphalweg et Alt-Mariendorf.
- 1970, stations de la ligne 7 : Johannisthaler Chaussee, Lipschitzallee, Wutzkyallee, Zwickauer Damm.
- 1971, stations des lignes 7 et 9 : Ligne 7 : Möckernbrücke[7], Yorckstraße, Kleistpark, Eisenacher Straße, Bayerischer Platz, Berliner Straße[8], Blissestraße[9], Fehrbelliner Platz ; ligne 9 : Güntzelstraße, Bundesplatz, Friedrich-Wilhelm-Platz, Walther-Schreiber-Platz.
- 1972, station de la ligne 7 : Rudow.
- 1974, station de la ligne 9 : Rathaus Steglitz.
- 1976, station de la ligne 9 : Nauener Platz.
- 1977, stations des lignes 8 et 9 : lignes 8 et 9 :Osloer Straße ; ligne 9 : Pankstraße.
- 1978, stations de la ligne 7 : Konstanzer Straße, Adenauerplatz, Wilmersdorfer Straße, Bismarckstraße, Richard-Wagner-Platz.
- 1980, stations de la ligne 7 : Mierendorffplatz, Jungfernheide, Jakob-Kaiser-Platz, Halemweg, Siemensdamm, Rohrdamm.
- 1984, stations de la ligne 7 : Paulsternstraße, Haselhorst, Zitadelle, Altstadt Spandau et Rathaus Spandau.
- 1987, stations de la ligne 8 : Franz-Neumann-Platz (Am Schäfersee), Residenzstraße, Paracelsus-Bad
- 1994, stations de la ligne 8 : Lindauer Allee, Karl-Bonhoeffer-Nervenklinik, Rathaus Reinickendorf, Wittenau
- 1996, station de la ligne 8 : Hermannstraße (avec Alexander Fabian)